# Dwór w Łaznowie
Dwór w Łaznowie (tzw. Belweder) – dwór z XVIII w., oficyna z końca XIX w., obecnie ruiny.

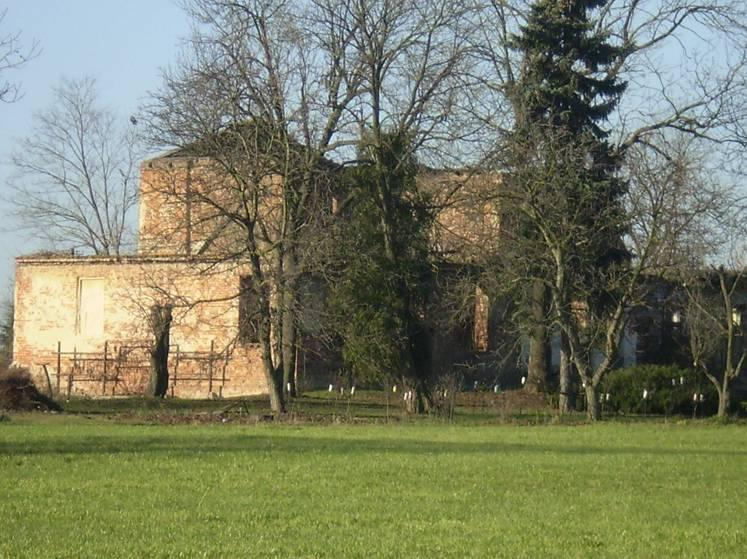
Ruiny dworu w Łaznowie tzw. Belweder rok 2014

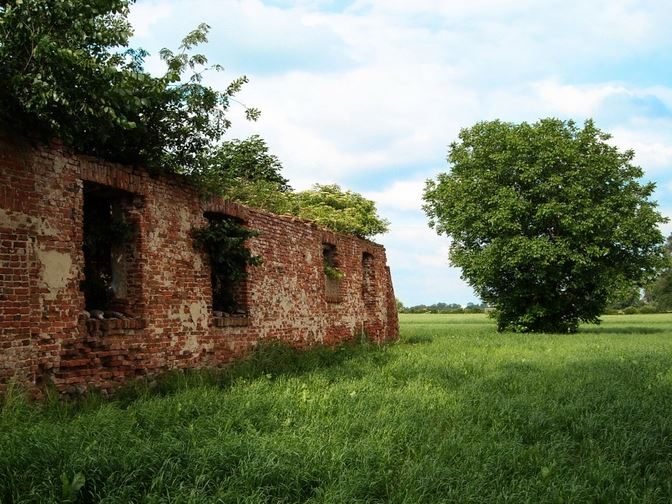
Ruiny dworu w Łaznowie tzw. Belweder rok 2010

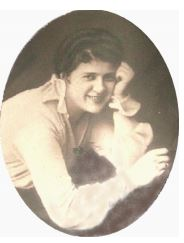
Jadwiga hr. Roth-Łuba, właścicielka dworu w Łaznowie przed II wojną światową (fot. 1923)